# دائرة رمضان جمال
دائرة رمضان جمال إحدى دوائر ولاية سكيكدة ومقرها بلدية رمضان جمال. تبلغ مساحتها 158.99 كم² يقطنها 32120 نسمة (أي بكثافة سكانية تقدر بـ 202 نسمة /كم²). وتضم كل من بلديات : 
- رمضان جمال
- بني بشير

تحتوي رمضان جمال على مقرات للبلدية والدائرة ومصلحة الضرائب والاتصالات ومركز الضمان الاجتماعي ومركز للشرطة ومركز للدرك الوطني وكدلك على مركز للحماية المدنية ومستوصفين. بها أكبر ثانوية على مستوى سكيكدة ومن مجال التعليم أيضا بها ثلاث متوسطات بالإضافة إلى العديد من المدارس البتدائية كما بها 3مساجد منها مسجد أبو بكر الصديق الذي هو أكبر مسجد بسكيكدة.
تمتاز رمضان جمال بمناخ مغاير عن مناخ ولاية سكيكدة إذ تعتبر انها أكثر حرارة لانها بطبيعة الحال في منحدر غير سكيكدة.
الحالة الجتماعية متوسطة ويبقى فقط سكان المنازل القصدرية التي تشوه المنطقة وهي في طريقها إلى النقصان مع مشروع البناء التساهمي